# Juan Cervián
Juan de Dios Cervián Escobar,  (Sevilla, España, 13 de noviembre de 1975), conocido futbolísticamente como Cervián es un exfutbolista español, retirado en 2008 que jugó como lateral izquierdo, siendo la Unión Deportiva Almería el club donde se dio a conocer tras debutar como profesional y tras sumar 127 partidos y 6 goles. En la actualidad ejerce como segundo entrenador.

## Carrera profesional

### Sevilla F. C. y Granada C.F.
Nacido en Sevilla, Cervián completó su formación como futbolista con el Sevilla FC. Realizó su debut con el segundo equipo filial del Sevilla, el Sevilla FC "C" en 1995, en la Segunda División B.
En verano del año 1999 Cervián fue fichado por el Granada CF también en Segunda División B, donde jugó 36 partidos y anotó 2 goles. 

### U.D. Almería
En verano del año 2001, Cervián fichó por la U.D. Almería, con quien a la postre lograría el ascenso a Segunda División.
Tras el ascenso, Cervián jugó su primer partido como profesional el 31 de agosto de 2002, jugando los 90 minutos del encuentro que disputaron la U.D. Almería y la U.D. Salamanca en la Segunda División. Marcó su primer gol como profesional el 19 de enero del año 2003, frente al C. D. Leganés. Durante su etapa en el conjunto almeriensista llegó a ser capitán del equipo.
En la temporada 2004-05, aun en la filas almeriensistas, se dio una curiosa anécdota durante el encuentro de Segunda División que enfrentó a la U.D. Almería y al U.E. Lleida en el Estadio de los Juegos Mediterráneos. En el minuto 76 de encuentro, Valerio, el carismático cancerbero almeriensista fue expulsado tras cometer penalti al realizar una entrada sobre un jugador del U.E. Lleida. En aquel momento el Almería ya había realizado sus tres cambios, de tal modo que Cervián se enfundó los guantes de Valerio dispuesto a disputar el cuarto de hora restante de partido. Ante la atónita mirada de los espectadores de aquel encuentro, Cervián, ejerciendo como guardameta, no solo fue capaz de detener de forma heroica el penalti provocado por Valerio, sino que logró realizar otras dos intervenciones de mérito, siendo una de ellas especialmente destacable, ya que fue capaz de realizar una espectacular parada en un mano a mano contra Albert Crusat, jugador que ficharía por el club indálico en la siguiente temporada y que acabaría convirtiéndose en otra leyenda del conjunto almeriensista. Cabe mencionar que posteriormente la acción del penalti detenido pasaría a ser conocida, sobre todo en Almería, como la "Mano de Dios".
Cervián dejó la U.D. Almería en el año 2006, año en el que el conjunto indálico logró ascender a Primera División.

### U.E. Sant Andreu, C.E. Sabadell F.C y retirada
Se marchó al U.E. Sant Andreu, y apenas un año más tarde fichó por el C.E. Sabadell F.C. donde tras sólo una temporada decidió retirarse a la edad de 32 años.

## Clubes como futbolista
| Club                                  | País   | Años        | Partidos jugados - (Goles) |
| ------------------------------------- | ------ | ----------- | -------------------------- |
| Gorra                                 | España | ? - ?       | ? - (?)                    |
| Sevilla F. C. (Categorías inferiores) | España | 1986 - 1995 | ? - (?)                    |
| Sevilla Atlético                      | España | 1995 - 1999 | 102 - (4)                  |
| Granada C.F                           | España | 1999 - 2001 | 36 - (2)                   |
| U.D. Almería                          | España | 2001 - 2006 | 127 - (6)                  |
| U.E. Sant Andreu                      | España | 2006 - 2007 | 26 - (1)                   |
| C.E. Sabadell F.C                     | España | 2007 - 2008 | 24 - (2)                   |